# 西拉吉·德热广场归正会教堂

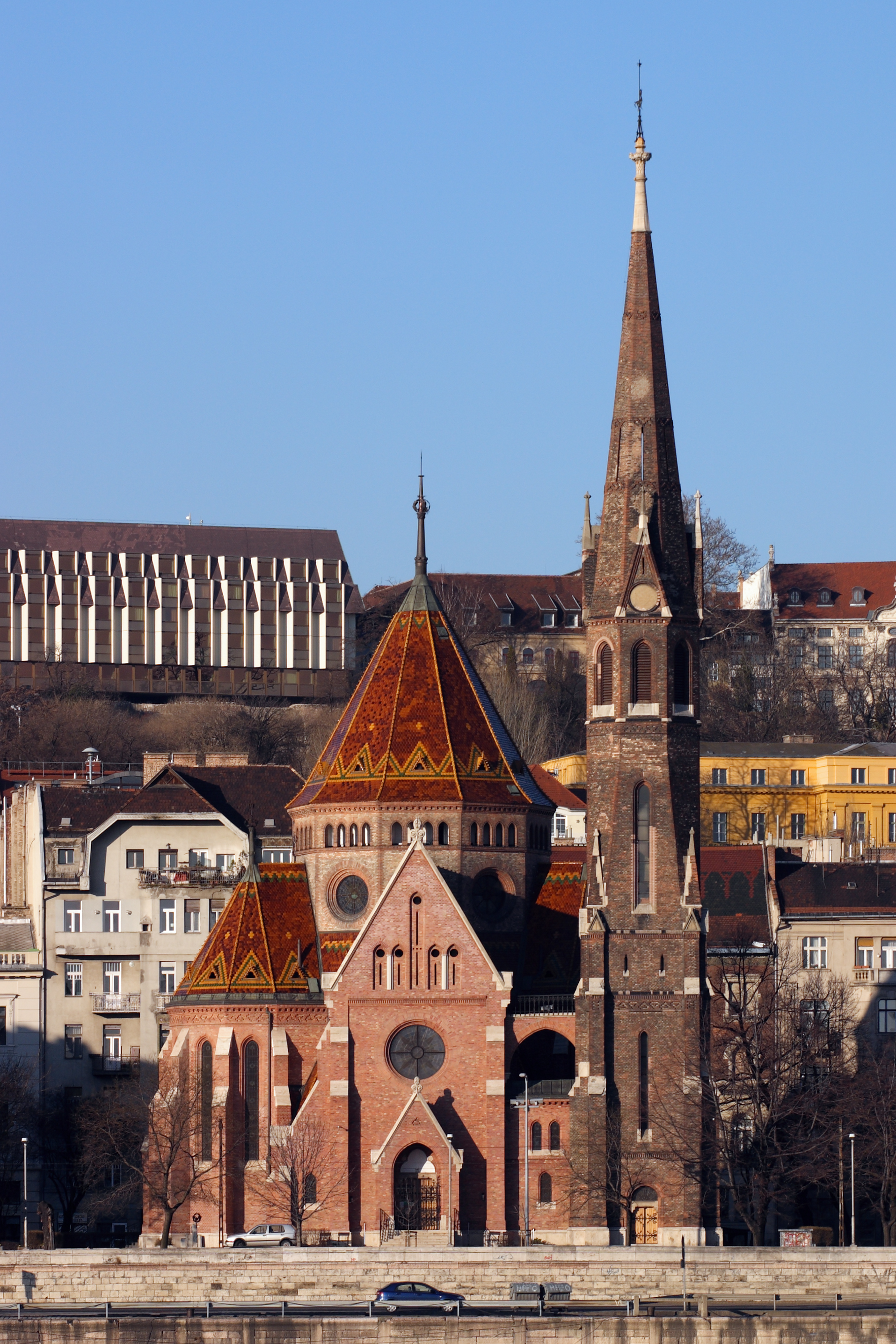
立面

西拉吉·德热广场归正会教堂（匈牙利语：Szilágyi Dezső téri református templom）是匈牙利首都布达佩斯的一座新教教堂。该堂由匈牙利建筑师萨木·佩茨（Samu Pecz）建于1894-1896年。

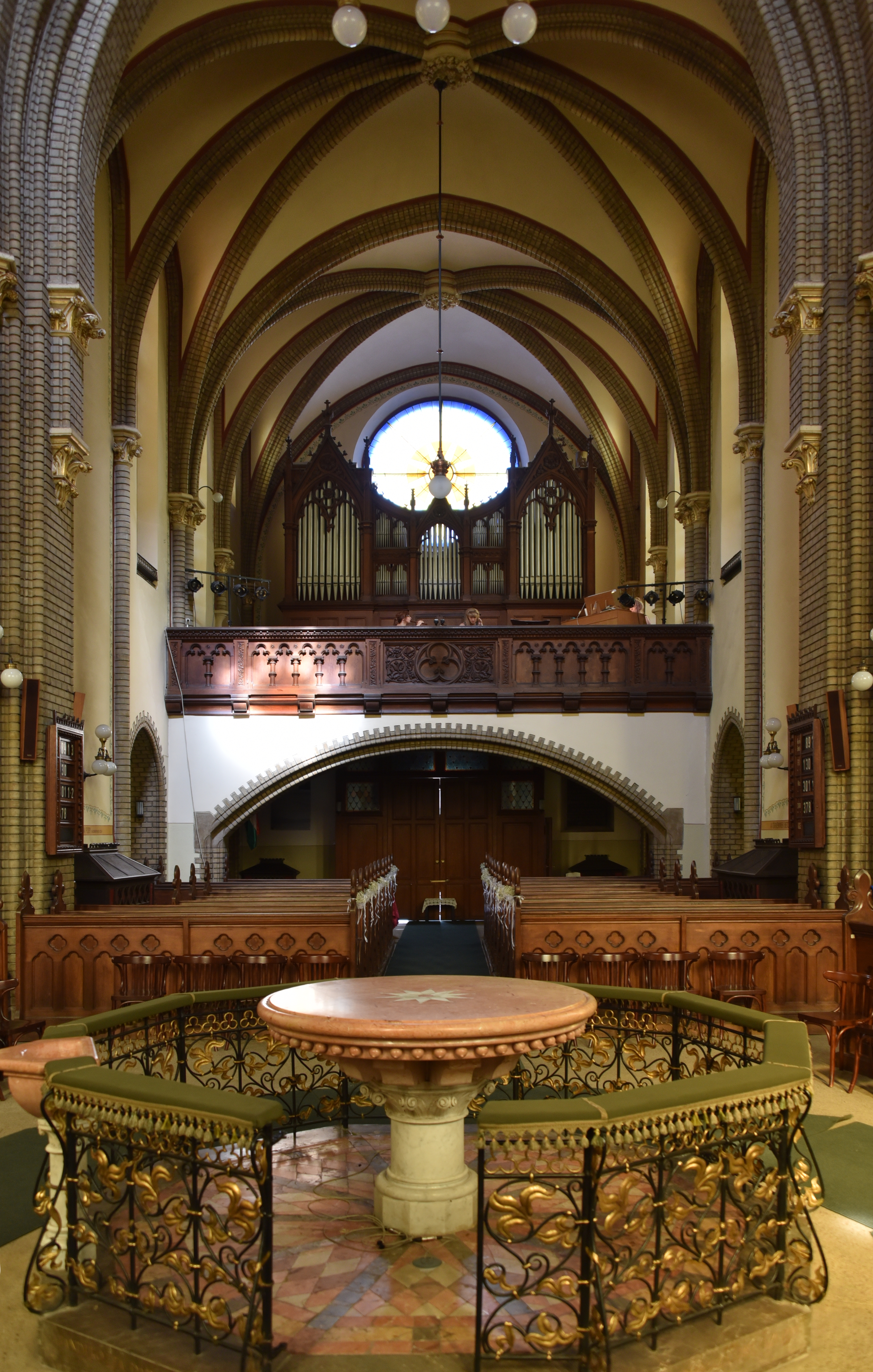
内部, 东侧
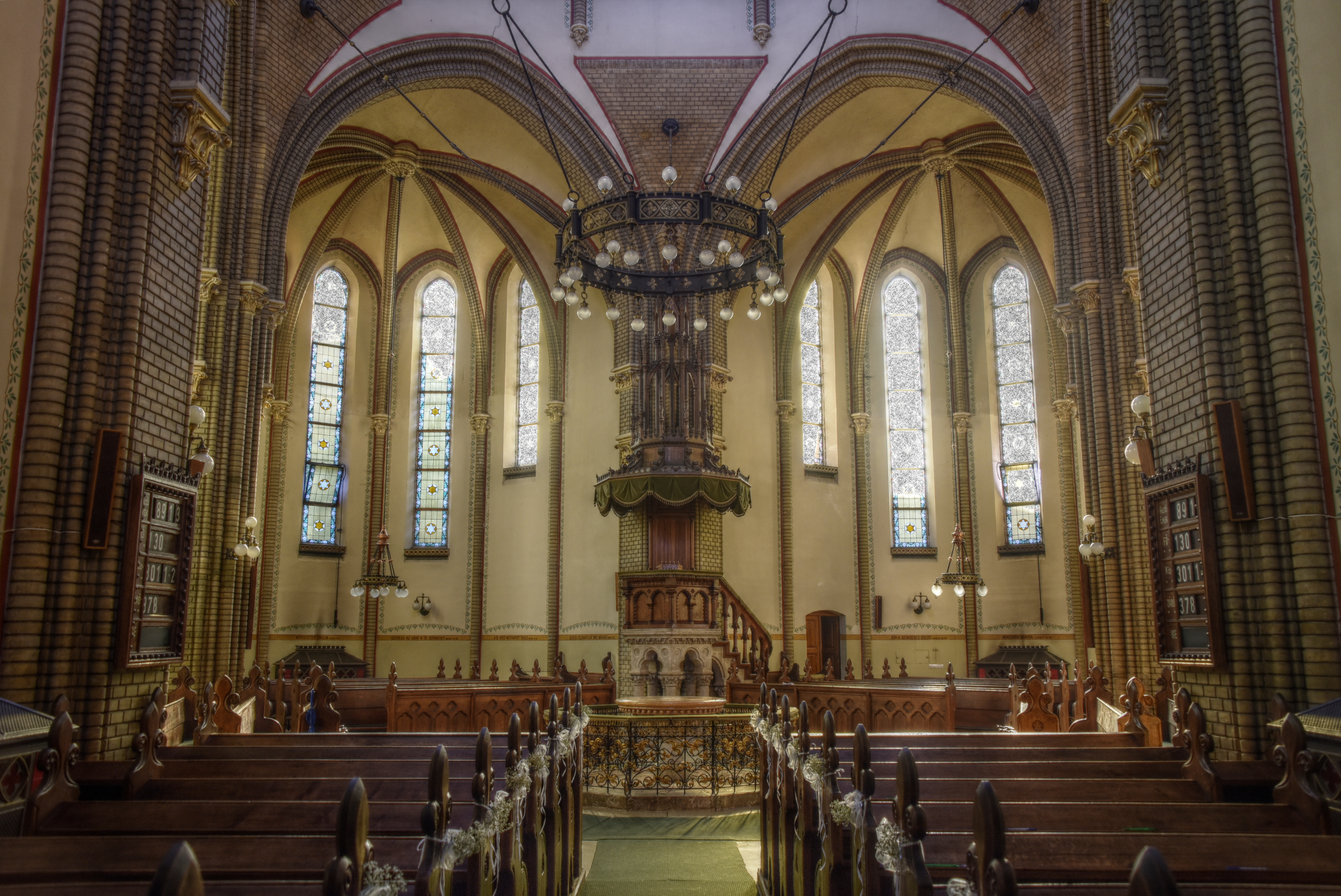
内部, 西侧